# Dno (fizika)
Dno ali lepota (oznaka {\displaystyle B^{\prime }\,}) je v fiziki osnovnih delcev eno izmed kvantnih števil. Spada med kvantna števila okusa. Določi se lahko za kvarke in hadrone.
Kvantno število za dno je določeno kot
{\displaystyle B^{\prime }=-(n_{b}-n_{\bar {b}})}
kjer je
- {\displaystyle n_{\text{b }}\,} število b kvarkov
- {\displaystyle n_{\bar {\text{b}}}\,} število b antikvarkov

Iz tega sledi, da je samo za kvark b kvantno število dna enako -1, ostali kvarki pa imajo to kvantno število enako 0.
| kvantno število dna B' | kvark d | kvark u | kvark s | kvark c | kvark b | kvark t |
| ---------------------- | ------- | ------- | ------- | ------- | ------- | ------- |
| vrednost               | 0       | 0       | 0       | 0       | -1      | 0       |

Podobno kot vsa kvantna števila okusa se pri močni in elektromagnetni interakciji ohranja kvantno število dna. Ne ohranja pa se v šibkih interakcijah.